# لورينزو بروس
لورينزو بروس هو مصرفي وسياسي أمريكي، ولد في 15 مارس 1805 في Groton, Connecticut ‏ في الولايات المتحدة، وتوفي في 6 مارس 1885 في Albion, Orleans County, New York ‏ في الولايات المتحدة. نشط حزبياً في حزب لا أدري. وقد انتخب عضو مجلس النواب الأمريكي.